# 효자오형진지려
효자오형진지려는 대한민국 전라남도 구례군 마산면에 있다. 2007년 12월 12일 구례군의 향토문화유산 제20호로 지정되었다.

## 개요
부친이 노환으로 병들었을 때 약방에서 약을 구하여 돌아오다가 큰비를 만나 급류(急流)로 내를 못 건너고 있을 때에 상류로부터 나무뭉치가 떠내려 오므로 이것을 붙들고 건너와서 약을 달여 드려 효과(效果)를 보았으며, 부친이 돌아가신 후 시묘살이 때에는 큰비가 와서 주변이 산사태로 덮였으나 효성이 지극한 이 시묘소는 화를 입지 않았었다고 전하여지고 있다.